# Rosalind Hicks
Rosalind Hicks (geb. Christie, * 5. August 1919 in Torquay, Devon; † 28. Oktober 2004 in Torbay, Devon) war die Tochter der Schriftstellerin Agatha Christie. 

## Leben
Rosalind Margaret Clarissa Christie wurde am 5. August 1919 in der Villa Ashfield in Torquay, Devon geboren. Sie war das einzige Kind von Offizier Archie Christie und Schriftstellerin Agatha Christie, die zur Zeit ihrer Geburt das Manuskript ihres ersten Romans Das fehlende Glied in der Kette bereits versendet hatte. 
Die Familie zog schon bald nach Sunningdale, wo sie das Haus Styles gekauft hatten. Kurz darauf starb Rosalinds Großmutter, Clarissa Miller, weshalb Agatha zurück nach Torquay zog, wo ihr Mann ihr später eine Affäre mit seiner Sekretärin Nancy Neele eingestand. Agatha verschwand daraufhin und wurde einige Tage später in einem Yorkshire Hotel entdeckt, wo sie sich mit dem Namen Neele eingetragen hatte. 
Nachdem Rosalinds Eltern sich getrennt hatten, heiratete Archie seine Sekretärin und 1930 wurde ihr Halbbruder, Archibald, geboren. Agatha heiratete im selben Jahr Max Mallowan, der zu seiner Stieftochter ein gutes Verhältnis aufbaute. Rosalind ging auf die Benenden School und besuchte ebenfalls Schulen in Frankreich und der Schweiz. Den Roman Mord im Pfarrhaus widmete ihr Agatha mit dem Satz „An Rosalind“. 1940 heiratete sie Hubert Prichard in Ruthin, Denbighshire. Nachdem 1943 ihr gemeinsames Kind, Mathew Prichard, auf die Welt kam, starb Rosalinds Gatte in der Operation Neptune. 1949 heiratete sie den Anwalt Anthony Arthur Hicks in Kensington, London. 
Nach dem Tod ihrer Mutter im Jahr 1976 erbte Rosalind fast ihr ganzes Vermögen (ungefähr £106.683) sowie 36 % der Agatha Christie Limited und die Rechte auf das Bühnenspiel Sie ist meine Tochter, dessen Hauptcharakter vermutlich auf Rosalind basierte. 1984 beauftragte sie Janet Morgan, um erstmals eine Biographie über ihre Mutter schreiben zu lassen. 1993 wurde sie außerdem Präsidentin der Agatha Christie Society und ernannte David Suchet und Joan Hickson, Darsteller der berühmten Figuren Hercule Poirot und Miss Marple, zu den Vizepräsidenten. Von Suchet und Hickson abgesehen stimmte Rosalind, wie Christie vor ihr, nur wenigen Darstellungen zu und kritisierte zum Beispiel Peter Ustinovs Version von Poirot am Set von Tod auf dem Nil. 1995 las sie ein Drehbuch zu Christies Roman Kurz vor Mitternacht, doch forderte, dass die Namen der Charaktere und der Name des Films geändert würden, da es Inzest enthielt. Folglich erschien der Film als Unschuldige Lügen.
Rosalind starb am 28. Oktober 2004 in Torbay. Sie hatte mit ihrem Ehemann, der ein Jahr später starb, im Greenway Estate gelebt, das später ihr Sohn erbte, der es dem National Trust übergab. Er erbte außerdem Rosalinds Anteile an der Agatha Christie Limited und ist heute CEO und Vorsitzender der Firma.